# Anilin
Anilin (eller phenylamin eller aminobenzen) med molekylformlen C6H5NH2 er en organisk forbindelse som er en primær aromatisk amin, der består af en benzenring og en aminogruppe.
Kilder/henvisninger
- Lexopen

|  | Infoboks uden skabelon Denne artikel har en infoboks dannet af en tabel eller tilsvarende. |